# Elsa Dietzel
Elsa Dietzel (* 27. April 1931 in Teplitz-Schönau, Tschechoslowakei) ist eine deutsche Malerin.

## Leben und Werk
Elsa Dietzel kam mit ihrer Familie in der Folge des Zweiten Weltkriegs als Vertriebene in die Sowjetische Besatzungszone. 1946 bewarb sie sich an der Burg Giebichenstein – Kunstschule und Werkstätten der Stadt Halle-Saale, der späteren Hochschule für industrielle Formgestaltung Halle – Burg Giebichenstein. Sie wurde als Jüngste und ohne Aufnahmeprüfung angenommen und studierte bis 1951 bei Charles Crodel und Herbert Post. 1951/1952 arbeitete sie als Plakatmalerin. Sie heiratete Theo Dietzel, mit dem sie vier Kinder hatte. Wegen deren Betreuung und Erziehung unterbrach sie ihre berufliche Tätigkeit, bis sie ab 1969 in Halle (Saale) freischaffend vor allem als Malerin arbeiten konnte.
Elsa Dietzel war bis 1990 Mitglied des Verbands Bildender Künstler der DDR.
Nach der Deutschen Wiedervereinigung unternahm sie mit ihrem Mann mehrere Reisen ins Ausland, u. a. auf den Spuren Goethes durch Italien, auf denen sie auch Bilder malte.

## Rezeption
„Elsa Dietzel liebt kräftige Farben, klare Strukturen, die Natur. Freundliche Stillleben, weite Landschaften, Städtebilder, ein Feldrain - ihre Motive findet sie zumeist in der näheren Umgebung: Ansichten von Lettin, Merseburg, Weißenfels, Halle.“
Katja Pausch, Journalistin

## Werke (Auswahl)
- Vorfrühling im Wörlitzer Park (1975, Öl, 50 × 60 cm)[3]
- Die Dreizehnbogen-Brücke in Weißenfels (1977, Aquarell, 36 × 48 cm; Museum Weißenfels)[4]

## Ausstellungen (unvollständig)
- 1973: Querfurt, Einzelausstellung
- 1974 und 1979: Halle, Bezirkskunstausstellungen
- 1978: Schkopau, Einzelausstellung
- 1982: Halle, Einzelausstellung
- 1996: Halle, Foyergalerie im Opernhaus Halle („Elsa und Theodor Dietzel. Zwei Leben“)[5]
- 2006: Galerie des Kulturhauses Leuna (mit Theo Dietzel)
- 2006: Halle, nt-Galerie („Sterne der Heimat“ mit Theo Dietzel)
- 2020: Halle, Galerie Zaglmaier (mit Theo Dietzel)